# Каникулы у моря
«Каникулы у моря» — советский фильм 1986 года, юношеская мелодрама о взрослении, снята на киностудии «Арменфильм». Картина вышла 14 марта 1987 года.

## Сюжет
За успехи в учёбе учеников восьмого класса из армянского поселка наградили поездкой в пионерлагерь у Чёрного моря, где мальчишки класса все как один влюбляются в Гражину — девушку, которая приходит на пляж, и каждый из них стремится понравиться ей.

## В ролях
- Марина Липченко — Анаида Миграновна, пионервожатая
- Пилле Пихламяги — Гражина
- Артём Мартиросян — Арам
- Роланд Казарян — Читан
- Анна Багдасарян — Лиза
- Елена Крмоян — Карине
- Эмма Зограбян — Марина
- Гор Оганесян — Норик
- Варфоломей Саакян — Вазген
- Жасмина Мсрян — учительница
- Леонард Саркисов — директор завода

## Съемки
Съёмки происходили в Крыму на берегу Делилиманской (Голубой бухты) Нового Света. В кадре также мыс Капчик.